# Marca di Stiria
La marca di Stiria, inizialmente chiamata marca sul Mura (in tedesco Mark an der Mur) o marca di Carantania (in latino marchia Carantana), fu una marca del Sacro Romano Impero creata nel 970 a est della Carinzia. Retta per buona parte della sua storia dai margravi della dinastia degli Ottacari di Steyr (luogo che diede il nome alla marca) dal 1056, in seguito venne elevata a ducato nel 1180.

## Territorio
La marca si estendeva nelle Alpi Orientali, lungo i fiumi Mura, Mürz ed Enns attraversando i territori dell'ex principato slavo della Carantania verso il corso superiore del Raab e il confine imperiale con il Regno di Ungheria a est. A sud confinava con la marca sulla Savinja e nord sulla marca Orientale. Pertanto il territorio comprendeva solo la parte occidentale e settentrionale del futuro ducato di Stiria.

## Storia
Il principato slavo della Carantania era già stato sottomesso dal duca Tassilone III di Baviera nel 772 e annesso al regno franco nel 778. Una prima marca fu creata da Carlo Magno dopo la sua campagna contro gli Avari nel 795. Con il trattato di Verdun dell'843, fece parte del regno dei Franchi Orientali. Il margravio Arnolfo di Carinzia, figlio bastardo di Carlomanno di Baviera, fu eletto re nell'887 e incoronato imperatore d'Occidente nell'896.
Nonostante la sconfitta contro i Magiari nella battaglia di Pressburg nel 907 e la perdita di vasti domini orientali, la marca della Carantania continuò a far parte del restaurato ducato bavarese. Dopo la vittoria al battaglia di Lechfeld del 955, le forze di re Ottone I riconquistarono i territori che si trovavano a sud-est, creando quindi nuove marche. Le aree devastate furono colonizzate da contadini bavaresi. La cristianizzazione, che procedeva parallelamente alla colonizzazione, fu fortemente promossa dagli arcivescovi di Salisburgo.

### Creazione del margraviato
Il primo margravio della Stiria, Markwart III di Eppenstein, appartenente all'omonima dinastia, è menzionato in un documento di donazione promulgato dall'imperatore Ottone II verso il 970. Era legato agli antichi margravi della Carantania attraverso il suo matrimonio con Hadmudis; nel 1011 il suo figlio e successore Adalberone fu messo a capo Carinzia con il titolo di duca. Questo ducato venne definitivamente separato dalla Baviera nel 976 in occasione della deposizione del duca Enrico il Litigioso da parte dall'imperatore Ottone II. Inizialmente il dominio dei duchi di Carinzia si estese anche alle marche bavaresi a sud-est: la marca sulla Savinja (marca vindica), la marca sulla Drava e anche la marca sul Mura di Markward III.
Le terre governate dei margravi si estendevano inizialmente lungo la riva destra del fiume Mura. La loro residenza era il castello di Hengist (Hengistburg, probabilmente costruito vicino all'attuale Hengsberg). Verso il 1004 Adele di Baviera, moglie del conte palatino Aribo I, e suo figlio, il futuro arcivescovo Aribo di Magonza, crearono uno dei primi monasteri in Stiria, l'abbazia di Göss. Le aree orientali oltre il fiume vengono gradualmente conquistate entro l'anno 1020. Sotto il regno dell'imperatore Enrico III, a metà dell'XI secolo, la marca si estendeva fino alla rive del fiume Lafnitz, al confine con l'Ungheria, situata ad est.
Adalberone venne tuttavia deposto dall'imperatore Corrado II Salico nel 1035: in ogni caso, dopo che la deposizione, il territorio sul Mura fu eretto come un margraviato autonomo (Adalberone era infatti anche duca di Carinzia, oltre che margravio di Verona) sotto il nome di Marchia Caranthiana e affidato ai conti di Wels-Lambach, mentre la Carinzia fu amministrata dalla dinastia salica regnante. Le terre a nord-ovest appartenevano già alla famiglia della contea di Ottocaro, che costruì il castello di Steyr (Styraburg) nella regione del fiume Traun (Traungau). Un'altra parte della marca sulla Savinja fu controllata dai baroni di Suneck, futuri conti di Celje.

### Sulla strada per lo stato imperiale
Il conte Ottocaro (Otakar) di Steyr divenne margravio nel 1056, dopo l'estinzione della dinastia dei Wels-Lambach. Sulla base del nome, la marca cominciò ad esser chiamata Steyrmark, ovvero marca di Steyr. Tuttavia l'entroterra rimase a lungo sottosviluppata e dilaniata dal conflitto, nel contesto della lotta per le investiture, tra i figli di Ottocaro I, Adalberone II e Ottocaro II. Furono fondati altri monasteri, tra cui l'abbazia di Admont nel 1074.
L'ascesa del margraviato ebbe inizio solo dopo la morte di Ottocaro II nel 1122. Suo figlio Leopoldo, detto il Forte († 1129), divenne l'erede allodiale del duca Enrico V di Carinzia, l'ultimo della dinastia dei Eppenstein, con possedimenti come Neumarkt, Sankt Lambrecht e Murau, i quali vennero uniti alla Stiria. Residente ad Hartberg, era sposato con Sofia, figlia del duca Enrico IX di Baviera, dalla dinastia guelfa e una zia del futuro imperatore Federico Barbarossa. Nel 1129 fondò inoltre l'abbazia di Rein. Suo figlio Ottocaro III († 1164) regnò per trentacinque anni: egli riuscì ad acquisire i domini di Marburg (Maribor), Radkersburg e Tüffer (Laško) nella Savinja. Dal 1156 entrò in possesso del castello di Schloßberg a Graz. L'abbazia di Seckau fu fondata nel 1140 e intorno al 1160 Ottocaro III fondò un ospizio a Spital presso il passo di Semmering, il quale ospitava pellegrini e crociati diretti in Terra Santa e commercianti. 

I ducati di Austria (in rosso) e di Stiria (striato) intorno all'anno 1250.

L'ultimo margravio, Ottocaro IV, fu elevato al rango ducale dopo che il duca bavarese Enrico il Leone fu deposto da Federico Barbarossa nel 1180, quando la Stiria riacquistò finalmente la sua indipendenza con il privilegio dell'immediatezza imperiale, staccandosi dalla Carinzia. Da segnalare che la madre Cunegonda era sorella della moglie di Federico, Adelaide di Vohburg. Tuttavia in poco tempo dopo il nuovo duca si ammalò gravemente e il 17 agosto del 1186 concluse un patto con il suo vicino, il duca Leopoldo V d'Austria, chiamato patto di Georgenberg: alla sua morte nel 1192, la linea degli Ottocari si estinse e la Stiria, in seguito all'accordo e con l'approvazione dell'imperatore Federico, andò alla dinastia Babenberg. Da allora in poi, la Stiria fu legata ai paesi austriaci, andando a costituire parte dei territori ereditari degli Asburgo.

## Elenco dei margravi della Stiria

### Conti di Eppenstein
- 970-1000: Markwart III
- 1000-1035: Adalberone I

### Dinastia dei Lambach-Wels
- 1035-1055: Arnoldo 
  - 1042-1050: Goffredo di Pitten

### Conti di Steyr (Ottocari)
- 1056-1064: Ottocaro I
- 1064-1082: Adalberone II
- 1082-1122: Ottocaro II
- 1122-1129: Leopoldo il Forte
- 1129-1164: Ottocaro III
- 1164-1180: Ottocaro IV, poi duca di Stiria.